# オクスカルバゼピン
オクスカルバゼピン（Oxcarbazepine）は、トリレプタル（Trileptal）などの商品名で販売されている、てんかんや双極性障害の治療に用いられる医薬品である。てんかんの場合、局所発作と全身発作の両方に使用される。双極性障害の場合、他の治療法による効果がみられなかった患者への単独療法または追加療法に用いられる。投与法は経口である。 
一般的な副作用には、吐き気、嘔吐、めまい、眠気、複視、歩行障害などがあげられる。重度の副作用には、アナフィラキシー、肝障害、膵炎、自殺、異常な心拍、などがあげられる。妊娠中の人への投与は胎児に害を及ぼす可能性があるが、副作用による危険性は発作による危険性より低い。授乳中の人への投与は推奨されない。カルバマゼピンに対してアレルギーがある人は、オクスカルバゼピン投与により生じる危険性は25％である。作用機序は明確ではない。
オクスカルバゼピンは1969年に特許認可され、1990年に医薬品として用いられるようになった。後発医薬品として入手できる。日本では承認されていない。2019年の英国の国民保健サービスに掛かる1か月分の費用は、約6.50ポンドである。米国での1か月分の卸売価格は約7.15米ドルである。 